# Commelina acutispatha
Commelina acutispatha är en himmelsblomsväxtart som beskrevs av De Wild. Commelina acutispatha ingår i släktet himmelsblommor, och familjen himmelsblomsväxter.
Artens utbredningsområde är Kongo-Kinshasa. Inga underarter finns listade.